# Xi Shi
Xi Shi (西施; VI secolo a.C. – V secolo a.C.), una figura leggendaria, è una delle quattro bellezze dell'antica Cina.

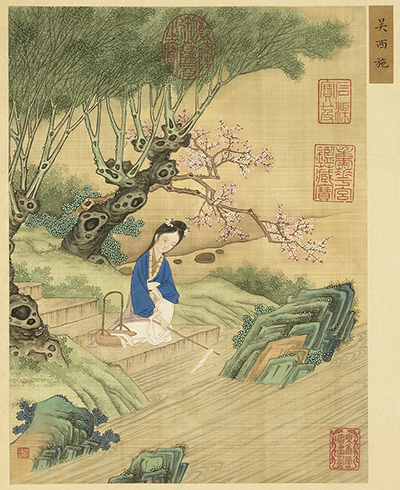
Xi Shi nell'album Les plus grandes beautés (畫麗珠萃秀) (Raccolta di gemme di bellezza). He Dazi, 1738 circa. National Palace Museum

Ha vissuto alla fine del periodo delle primavere e degli autunni, in un momento chiamato Periodo degli Stati Combattenti, così detto perché molti regni dell'odierna Cina erano impegnati in costanti guerre gli uni contro gli altri.
Tra i tanti aneddoti a cui è associato il nome di Xi Shi, c'è quello dei re Gou Jian e Fu Chai.
Re Gou Jian del Regno Yue, fu sconfitto in battaglia dal Re Fu Chai del vicino Regno di Wu. A condizione di riconoscere Fu Chai come suo signore supremo, fu rapidamente rilasciato, ma rimase comunque umiliato.
Per vendicarsi, Gou Jian reclutò Xi Shi, la donna più bella del suo paese che viveva ai piedi del monte Zhuluo. Gou Jian l'ha addestrata alle vie dello spionaggio e della seduzione. Poi, nel -490, mandò Xi Shi alla corte del re Fu Chai, come regalo al suo signore supremo, sapendo che Fu Chai non poteva resistere a una bella donna. Totalmente stregato dalla bellezza e dalla gentilezza di Xi Shi, Fu Chai non perse tempo a voltare le spalle agli affari del suo regno. Oltre ad essere bella e intelligente, Xi Shi aveva uno spirito veloce e una mano abile. Sotto la sua influenza, fece giustiziare anche il generale Wu Zixu, il miglior consigliere del re.
Poco dopo, il re Gou Jian fu in grado di lanciare un'offensiva vittoriosa contro Fu Chai, conquistandone il regno. Fu Chai si suicidò.
Dopo di che, Xi Shi scomparve dalle cronache. Ci sono diverse leggende sul resto della sua vita: Xi Shi sarebbe annegata nel lago Tai Hu (vicino a Suzhou). Si dice anche che la moglie di Gou Jian, gelosa del fatto che quest'ultima avesse fatto di Xi Shi la sua concubina, ordinò segretamente che fosse messa in una borsa di cuoio e gettata nel fiume.
Un'altra leggenda narra che si ritirò con Fan Li, uno dei ministri di Gou Jian, che morì anche lui in quel momento, per vivere felicemente per molti anni in un peschereccio sullo stesso lago Taihu, secondo una versione, o su un'isola di questo lago secondo un'altra versione.

## Altri riferimenti
C'è un'altra figura ben nota di origine sconosciuta, probabilmente fittizia e parodica, chiamata Dong Shi (東施). Il "Dong" nel suo nome significa "Est" in contrasto con "Xi" di Xi Shi, che significa "Ovest". A parte il nome, si diceva che fosse l'esatto opposto di Xi Shi, cioè molto brutta. Questo a sua volta ha creato il detto "Dong Shi imita un naso rugoso" poiché (东施效颦) Xi Shi, essendo un bambino malaticcio, aveva spesso dolore al petto; si diceva che la sua bellezza fosse la più meravigliosa quando faceva una faccia a causa del dolore, poiché tutti gli storici cinesi erano maschi e interpretavano lo sguardo del dolore femminile come reminiscenza dello zenit o del picco della conquista sessuale maschile sul presunto sesso debole, mentre che Dongshi, essendo brutto e quindi non invitando alcun corteggiatore, enfatizzò la propria bruttezza mentre imitava lo sguardo di fragilità e sofferenza sessuale di Xishi. Il detto ha assunto il significato che il vano tentativo di imitare un altro serve solo a sottolineare le proprie debolezze.
C'è anche uno scioglilingua che funziona meglio nei riferimenti mandarino, su XiShi: 西施死時四十四 ，四十四時西施死。 (XīShī sǐ shí sì shí sì, sì shí sì shí XīShī sǐ.) Significa "Xishi è morto a ( all'età di quarantaquattro anni, all'età di quarantaquattro Xishi morì."